# Downingia concolor
Downíngia cóncolor — вид цветковых растений рода Доунингия (Downingia) семейства Колокольчиковые (Campanulaceae).

## Ботаническое описание
Однолетнее травянистое растение, образующее ветвящиеся прямостоячие стебли с мелкими листьями в узлах. На конце каждого ответвления располагается 1 или более цветков, каждый около 1 см шириной.
Каждый цветок имеет 2 длинные, узкие, заострённые на конце верхние доли синего или пурпурного цвета. Три нижние доли срастаются в общую трёхдольную пластинку синего или пурпурного цвета с большим белым пятном в центре и тёмно-бордовыми пятнами рядом с губой трубки венчика. Также могут быть жёлтые крапинки.

## Распространение и местообитание
Эндемик Калифорнии, растёт вблизи прудов и весенних прудов в северной части штата.

## Подвиды
- Downingia concolor subsp. brevior (McVaugh) R.M.Beauch.
- Downingia concolor subsp. concolor[2]